# Шнеерсон, Леви Ицхак
Ле́йви И́цхок Шне́ерсон (ивр. לוי יצחק שניאורסון‎; Ле́йвик За́лманович Шне́ерсон; 21 апреля 1878, Поддобрянка, Могилёвская губерния, Российская империя — 9 августа 1944, Алма-Ата, Казахская ССР, СССР) — главный раввин Екатеринослава (Днепропетровска) с 1909 по 1939. Автор глубоких трудов по каббале и хасидскому учению.

## Биография

### Происхождение
Родился 21 апреля 1878 года в местечке Поддобрянка возле Гомеля в семье меламеда Боруха-Шнеера Шнеерсона, мать — Зелда-Рохл. Праправнук по отцовской линии третьего любавического ребе Менахем-Мендла (Цемах Цедека) и отец седьмого любавического ребе Менахем-Мендла Шнеерсона.
В раннем возрасте проявил выдающиеся способности, и на него обратили внимание раввины Северо-Западного края.

### Религиозная деятельность
В 1900 году женился на уроженке еврейской земледельческой колонии Романовка Хане Мееровне Шнеерсон (1880—1964), дочери Меера-Шлойме (Меера-Шлёмы) Яновского (1860—1933), в 1908—1911 годах учёного еврея Николаева, и Рахили Ицковны Шнеерсон, и переселился в Николаев, где в 1902 году родился их первенец, Менахем-Мендл, будущий ребе.
В 1909 году получил назначение на должность раввина Екатеринослава, на которой оставался вплоть до 1939.
После установления советской власти начал подвергаться лишениям и был вынужден покинуть свою комфортную квартиру и переехать в коммуналку. Несмотря на преследования советской власти, всегда оставался верен заповедям иудаизма и призывал всех остальных к продолжению соблюдения традиций. Строго следил за кашрутом, проводил свадьбы и похороны в соответствии с еврейской традицией до самого ареста.
В 1939 году был обвинён в антисоветской деятельности и сослан в Казахстан в посёлок Чиили. В Чиили сильно страдал от голода и ограничений в передвижении. В последние дни жизни получил разрешение переселиться в Алма-Ату, где и скончался 9 августа 1944 года. Похоронен на еврейском участке Центрального кладбища Алматы.

## Память и наследие

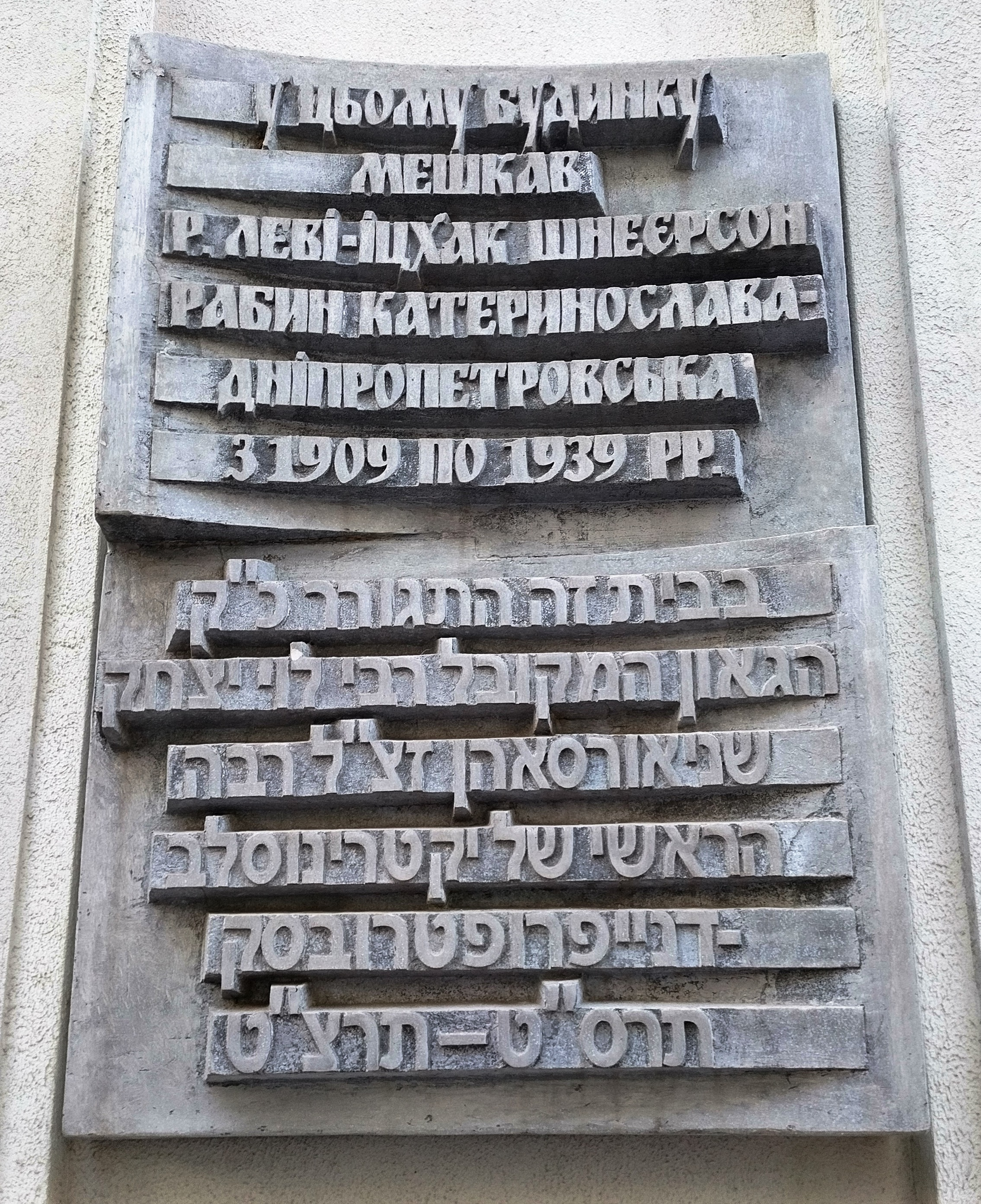
Мемориальная доска Леви Ицхаку Шнеерсону на ул. Баррикадной в Днепре

После него осталось несколько неопубликованных книг по хасидизму.